# Excoecaria poilanei
Excoecaria poilanei är en törelväxtart som beskrevs av François Gagnepain. Excoecaria poilanei ingår i släktet Excoecaria och familjen törelväxter.
Artens utbredningsområde är Vietnam. Inga underarter finns listade i Catalogue of Life.